# Anacamptis boryi
Anacamptis boryi är en orkidéart som först beskrevs av Heinrich Gustav Reichenbach, och fick sitt nu gällande namn av R.M.Bateman, Pridgeon och Mark W. Chase. Anacamptis boryi ingår i släktet salepsrötter, och familjen orkidéer. IUCN kategoriserar arten globalt som sårbar. Inga underarter finns listade i Catalogue of Life.